# 三人のあらくれ者
三人のあらくれ者（さんにんのあらくれもの、en:Three Violent People)は、1957年に公開されたアメリカ合衆国の西部劇映画。
監督ルドルフ・マテ。出演チャールトン・ヘストン、アン・バクスター、ギルバート・ローランド、トム・トライオン、フォレスト・タッカー、ブルース・ベネット、エレイン・ストリッチ。

## あらすじ
1866年、元・南軍大佐のコルト・ソンダースは故郷へ戻る途中のダラスにて、ローナという女性と結婚する。
故郷に到着したところ、親友のイノセンチオと、弟のシンチが現れる。一方、政府長官のハリソンとその部下ケイブル、そして、山師のマッシーが共謀してコルトの牧場を奪おうとして、コルトたちと鉢合わせてしまう。マッシーはローナとセントルイスで会った縁を利用して彼女を油断させ、そのすきにケイブルがコルトを襲う算段だった。ところがローナに露見した上、ハリソンらはシンチに追い出されてしまう。これを見たコルトはローナもグルだと思い彼女を牧場から追い出す。シンチとともにローナが去ったあと、イノセンチオからローナが妊娠していることを聞いたコルトは、ローナだけを連れ戻す。
一方、シンチは殺し屋の職を得、ケイブルとともに牧場の襲撃を画策し、子をもうけて牧場を去るローナを見送っていたコルトらの前に現れ、決闘を申し出る。

## キャスト
| 役名        | 俳優                   | 日本語吹替                                                                                        |
| 役名        | 俳優                   | 東京12ch版                                                                                        |
| ----------- | ---------------------- | ------------------------------------------------------------------------------------------------- |
| コルト      | チャールトン・ヘストン | 金内吉男                                                                                          |
| ローナ      | アン・バクスター       | 水城蘭子                                                                                          |
| シンチ      | トム・トライオン       | 石森達幸                                                                                          |
| 不明 その他 |                        | 北山年夫 和田啓 渡部猛 立壁和也 相模武 野田圭一 清川元夢 田中康郎 島木綿子 仲木隆司 西山連 遠藤晴 |
|             |                        |                                                                                                   |
| 演出        | 演出                   | 春日正伸                                                                                          |
| 翻訳        | 翻訳                   | 島伸三                                                                                            |
| 効果        |                        |                                                                                                   |
| 調整        |                        |                                                                                                   |
| 制作        | 制作                   | 東北新社                                                                                          |
| 解説        |                        |                                                                                                   |
| 初回放送    | 初回放送               | 1968年10月10日 『木曜洋画劇場』                                                                   |